# August Schmierer
August Friedrich Christian Schmierer (Stoccarda, 28 aprile 1870 – ...) è stato un rugbista a 15 tedesco.
Partecipò ai Giochi della II Olimpiade di Parigi del 1900 conquistando una medaglia d'argento nel rugby a 15 con il SC 1880 Frankfurt, squadra rappresentante la Germania. Nell'unica partita giocata della squadra tedesca, contro la rappresentativa francese, segnò tre punti.
Prima dell'Olimpiade, Schmierer aveva già giocato con la squadra di Francoforte sul Meno e l'aveva lasciata nel 1897 per giocare con il Cannstatter Fußball-Club, squadra di cui fu anche presidente. Fu richiamato dal suo ex club proprio in occasione dei Giochi olimpici.

## Palmarès
- Argento olimpico: 1

1900